# باتينراي!! مينامي نو شيما نو ميزو مونوغاتاري
باتينراي!! مينامي نو شيما نو ميزو مونوغاتاري (باليابانية: パッテンライ!!　～南の島の水ものがたり～، بالروماجي: Pattenrai!! ~ Minami no Shima no Mizu Monogatari) هو فيلم أنمي ياباني من إخراج نوبورو أودا ‏، من إنتاج استوديو موشي برودكشن عرض في 15 نوفمبر عام 2008، وبلغت مدتة 90 دقيقة.

## القصة
تدور أحداث القصة في عام 1917، في أثناء الاحتلال الياباني لجزيرة تايوان وتعاني من جفاف ومجاعة رهيبة، كانت في سهل تشيانان في جنوب غرب تايوان تعتبر أرضًا قاحلة بسبب قلة هطول الأمطار ونقص الري. أرسلت الحكومة الاستعمارية يويتشي هاتا إلى هذه المنطقة لتطوير خطط لمشاريع ري ضخمة ويعيش سكان سهل تشيانان في حالة مزرية، وتتحدد حياتهم بالنضال اليومي لنقل المياه إلى منازلهم، عندما يصل يويتشي هاتا، وهو مهندس مدني ياباني يخططة لإعادة تشكيل الري في المنطقة بشكل كبير، سارع السكان المحليون إلى وصفه بأنه كاذب، لكنه يحاول أقناعهم بهذا المشروع، قد يكون الشيء الوحيد الذي يحسن الحياة المضنية للشعب التايواني.

## الأداء الصوتي
| الشخصية        | الأداء الصوتي   |
| -------------- | --------------- |
| يويتشي هاتا ‏   | كازوهيكو إينوي  |
| شو ينغتشي      | جونكو ميناغاوا  |
| سوسومو تسوجي   | فوجيكو تاكيموتو |
| ميو آراغاكي    | يوكو جيبو       |
| كينكيتشي تسوجي | آتسوشي غوتو     |
| تويوكي هاتا    | تاي هيتوتو      |

## وصلات خارجية
- موشي برودكشن (باليابانية)
- هوكوكو شيمبون (باليابانية)
- يوتشي هاتا (باليابانية)
- باتينراي!! مينامي نو شيما نو ميزو مونوغاتاري على موقع my list anime

- باتينراي!! مينامي نو شيما نو ميزو مونوغاتاري على موقع ANN anime (الإنجليزية)